# Додик, Марио
Ма́рио До́дик (босн. Marijo Dodik; 18 февраля 1974, Сараево, СФРЮ) — боснийский футболист и тренер. Выступал на позиции нападающего. Играл за сборную Боснии и Герцеговины.

## Биография
Марио начал свою карьеру в клубе «Железничар», затем играл в Бельгии за «Мехелен» с 1995 года, забил 20 мячей, сыграл 84 игры. Следующий сезон провёл в Турции за «Сакарьяспор», прежде чем переехал в Хорватию и играл за «Славен Белупо».
Он провёл наиболее успешные года, играя за «Славен», бомбардир забил 75 мячей в 228 матчах. Во время пребывания в Белупо он также выступал в клубной европейской кампании в Кубке Интертото, а 21 октября 2000 года забил 6 мячей «Вартексу». Матч закончился победой «Славена» (7:1).
В 2007 году Славен отказался продлить свой контракт и переехал в «Цибалию», где забил 5 мячей в 28 играх, а в 2008 году он отправляется играть за «Интер» из Запрешича.
Додик также играл четыре матча за сборную Боснии и Герцеговины и забил один гол в Кубке мира 2002 года в квалификации против Лихтенштейна в 2001 году.
Завершил профессиональную карьеру в 2009 году в составе «Интера», после чего играл за клубы из низших дивизионов в Хорватии и Словении. Тренерскую карьеру начал в 2013 году. С 2023 года — ассистент главного тренера в «Славен Белупо».